# Schweizer Jugendfilmtage
Die Schweizer Jugendfilmtage sind ein Schweizer Filmfestival, das seit 1976 jedes Jahr abgehalten wird. Der Wettbewerb ist für Schweizer Nachwuchs-Filmemacher bis 25 Jahre (bzw. Filmstudenten bis 30 Jahre) offen.
Die Schweizer Jugendfilmtage sind das grösste Filmfestival in der Schweiz, an dem hauptsächlich Filme von Jungfilmern gezeigt werden. Über 2000 Jugendliche beteiligen sich jedes Jahr an den Filmen, die einer Selektionsgruppe im Vorfeld des Festivals eingereicht werden.

## Geschichte
Die Schweizer Jugendfilmtage fanden 1976 zum ersten Mal als Videowettbewerb für Jugendliche statt. Das Festival findet immer im Frühling statt, die Anmeldefenster sind jeweils von September bis Januar offen.

## Kategorien
Das Festival enthält 5 Kategorien:

### Kategorie A
Produktionen von Jugendlichen bis 12 Jahre, die von Einzelpersonen, Gruppen von Jugendlichen oder in Begleitung von Erwachsenen (Filminitiativen, Jugendarbeit, Schulen) produziert wurden.

### Kategorie B
Produktionen von Jugendlichen bis 16 Jahre, die von Einzelpersonen, Gruppen von Jugendlichen oder in Begleitung von Erwachsenen (Filminitiativen, Jugendarbeit, Schulen) produziert wurden.

### Kategorie C
Produktionen von Jugendlichen bis 19 Jahre, die von Einzelpersonen, Gruppen von Jugendlichen oder in Begleitung von Erwachsenen (Filminitiativen, Jugendarbeit, Schulen) produziert wurden.

### Kategorie D
Einzel- oder Gruppenproduktionen, die junge Erwachsene zwischen 20 und 25 Jahren allein oder in Teams ausserhalb eines Schul- oder Ausbildungsrahmens realisiert haben.

### Kategorie E
Produktionen von jungen Filmemachern bis 30 Jahre, die eine Filmschule oder eine andere gestalterische Fachhochschule besuchen. Es spielt dabei keine Rolle, ob der Film inner- oder ausserhalb des schulischen Rahmens erstellt wurde.

## Preise
Pro Kategorie werden vier Preise im Gesamtwert von Fr. 15'000 verliehen:
- 1. Platz: Der «Springende Panther» und ein Geldpreis in der Höhe von Fr. 1000.–
- 2. Platz: Ein Geldpreis in der Höhe von Fr. 600.–
- 3. Platz: Ein Geldpreis in der Höhe von Fr. 400.–
- ZKB-Publikumspreis, gestiftet von der Zürcher Kantonalbank: Ein Geldpreis in der Höhe von Fr. 1000.–

## Verantwortliche
Die Festivalleitung besteht aus Jo Bahdo und Valentina Romero.
Hauptsponsorin ist eine Bank.